# Campionati europei di atletica leggera 2014 - Lancio del giavellotto maschile
Il concorso del lancio del giavellotto maschile dei campionati europei di atletica leggera di Zurigo 2014 si è svolto il 14 e 17 agosto 2014 presso lo Stadio Letzigrund.

## Podio
| Pos.    | Atleta           | Nazionalità |
| ------- | ---------------- | ----------- |
| Oro     | Antti Ruuskanen  | Finlandia   |
| Argento | Vítězslav Veselý | Rep. Ceca   |
| Bronzo  | Tero Pitkämäki   | Finlandia   |

## Risultati

### Qualificazione
Qualificazione: gli atleti che raggiungono la misura di 81.00 (Q) e i restanti 12 migliori (q) avanzano in finale.
| Class. | Gruppo | Nome                   | Nazionalità          | #1    | #2    | #3    | Misura | Note |
| ------ | ------ | ---------------------- | -------------------- | ----- | ----- | ----- | ------ | ---- |
| 1      | B      | Antti Ruuskanen        | Finlandia            | 85.28 | 83.76 |       | 83.76  | Q    |
| 2      | B      | Tero Pitkämäki         | Finlandia            | 81.48 |       |       | 81.48  | Q    |
| 3      | B      | Thomas Röhler          | Germania             | 81.24 |       |       | 81.24  | Q    |
| 4      | B      | Ansis Brūns            | Lettonia             | 73.68 | 75.12 | 81.04 | 81.04  | Q    |
| 5      | A      | Dmitrij Tarabin        | Russia               | 80.46 | 80.84 | –     | 80.84  | q    |
| 6      | A      | Matija Kranjc          | Slovenia             | 80.46 | –     | –     | 80.46  | q,   |
| 7      | A      | Vítězslav Veselý       | Rep. Ceca            | 80.00 | x     | x     | 80.00  | q    |
| 8      | A      | Andreas Hofmann        | Germania             | 75.22 | 79.59 | 75.63 | 79.59  | q    |
| 9      | B      | Oleksandr Nychyporchuk | Ucraina              | 79.09 | 76.09 | 79.29 | 79.29  | q    |
| 10     | B      | Risto Mätas            | Estonia              | 78.97 | 76.86 | 76.18 | 78.97  | q    |
| 11     | B      | Valerij Iordan         | Russia               | 78.46 | x     | 75.76 | 78.46  | q    |
| 12     | A      | Lassi Etelätalo        | Finlandia            | 77.78 | 78.13 | 78.22 | 78.22  | q    |
| 13     | B      | Łukasz Grzeszczuk      | Polonia              | 77.74 | 76.71 | x     | 77.74  |      |
| 14     | A      | Ainārs Kovals          | Lettonia             | 77.38 | x     | 77.70 | 77.70  |      |
| 15     | B      | Aliaksandr Ashomka     | Bielorussia          | x     | 77.65 | 70.24 | 77.65  |      |
| 16     | A      | Rolands Štrobinders    | Lettonia             | 76.16 | x     | x     | 76.16  |      |
| 17     | B      | Martin Benák           | Slovacchia           | 73.53 | x     | 75.67 | 75.67  |      |
| 18     | A      | Tanel Laanmäe          | Estonia              | 75.29 | x     | x     | 75.29  |      |
| 19     | B      | Petr Frydrych          | Rep. Ceca            | 74.61 | 74.18 | 75.19 | 75.19  |      |
| 20     | B      | Jakub Vadlejch         | Rep. Ceca            | 69.82 | 75.14 | x     | 75.14  |      |
| 21     | A      | Oleksandr Pyatnytsya   | Ucraina              | 74.69 | 73.15 | x     | 74.69  |      |
| 22     | B      | Magnus Kirt            | Estonia              | 74.33 | 73.18 | x     | 74.33  |      |
| 23     | A      | Patrik Ženúch          | Slovacchia           | 74.19 | x     | 71.89 | 74.19  |      |
| 24     | B      | Spyridon Lebesis       | Grecia               | 74.14 | x     | 74.00 | 74.14  |      |
| 25     | A      | Fatih Avan             | Turchia              | x     | 73.11 | 73.28 | 73.28  |      |
| 26     | A      | Gabriel Wallin         | Svezia               | 71.43 | 73.16 | x     | 73.16  |      |
| 27     | A      | Dejan Mileusnić        | Bosnia ed Erzegovina | 71.23 | 70.44 | 72.52 | 72.52  |      |
| 28     | A      | Dmytro Kosynskyy       | Ucraina              | 71.08 | 71.90 | 68.92 | 71.90  |      |
| 29     | A      | Vedran Samac           | Serbia               | 67.30 | 68.77 | 69.39 | 69.39  |      |
| 30     | A      | Norbert Bonvecchio     | Italia               | x     | 69.38 | 68.63 | 69.38  |      |
| -      | B      | Kim Amb                | Svezia               | x     | x     | x     | nm     |      |
| -      | B      | Guðmundur Sverrisson   | Islanda              | x     | x     | x     | nm     |      |

### Finale
| Class.  | Nome                   | Nazionalità | #1    | #2    | #3    | #4    | #5    | #6    | Misura | Note                                     |
| ------- | ---------------------- | ----------- | ----- | ----- | ----- | ----- | ----- | ----- | ------ | ---------------------------------------- |
| Oro     | Antti Ruuskanen        | Finlandia   | 83.81 | 86.85 | 88.01 | 83.69 | 84.62 | 83.67 | 88.01  | Miglior prestazione personale            |
| Argento | Vítězslav Veselý       | Rep. Ceca   | 76.04 | 81.98 | 81.68 | 82.68 | 84.79 | 79.16 | 84.79  |                                          |
| Bronzo  | Tero Pitkämäki         | Finlandia   | 80.21 | 84.16 | 80.83 | 81.45 | 83.89 | 84.40 | 84.40  |                                          |
| 4       | Lassi Etelätalo        | Finlandia   | 78.29 | x     | 79.74 | 78.01 | 83.16 | x     | 83.16  |                                          |
| 5       | Dmitrij Tarabin        | Russia      | 80.35 | x     | x     | x     | 81.24 | x     | 81.24  |                                          |
| 6       | Risto Mätas            | Estonia     | 80.73 | 77.87 | 76.23 | 76.70 | 79.17 | x     | 80.73  | Miglior prestazione personale stagionale |
| 7       | Valerij Iordan         | Russia      | 74.18 | 75.85 | 78.40 | x     | x     | 75.43 | 78.40  |                                          |
| 8       | Matija Kranjc          | Slovenia    | 76.95 | x     | 78.27 | 77.16 | x     | x     | 78.27  |                                          |
| 9       | Andreas Hofmann        | Germania    | 71.08 | 76.05 | 77.42 |       |       |       | 77.42  |                                          |
| 10      | Oleksandr Nychyporchuk | Ucraina     | x     | x     | 75.05 |       |       |       | 75.05  |                                          |
| 11      | Ansis Brūns            | Lettonia    | 72.24 | x     | x     |       |       |       | 72.24  |                                          |
| 12      | Thomas Röhler          | Germania    | 70.31 | 66.52 | x     |       |       |       | 70.31  |                                          |